# Liste der Baudenkmäler in Hohenau (Niederbayern)

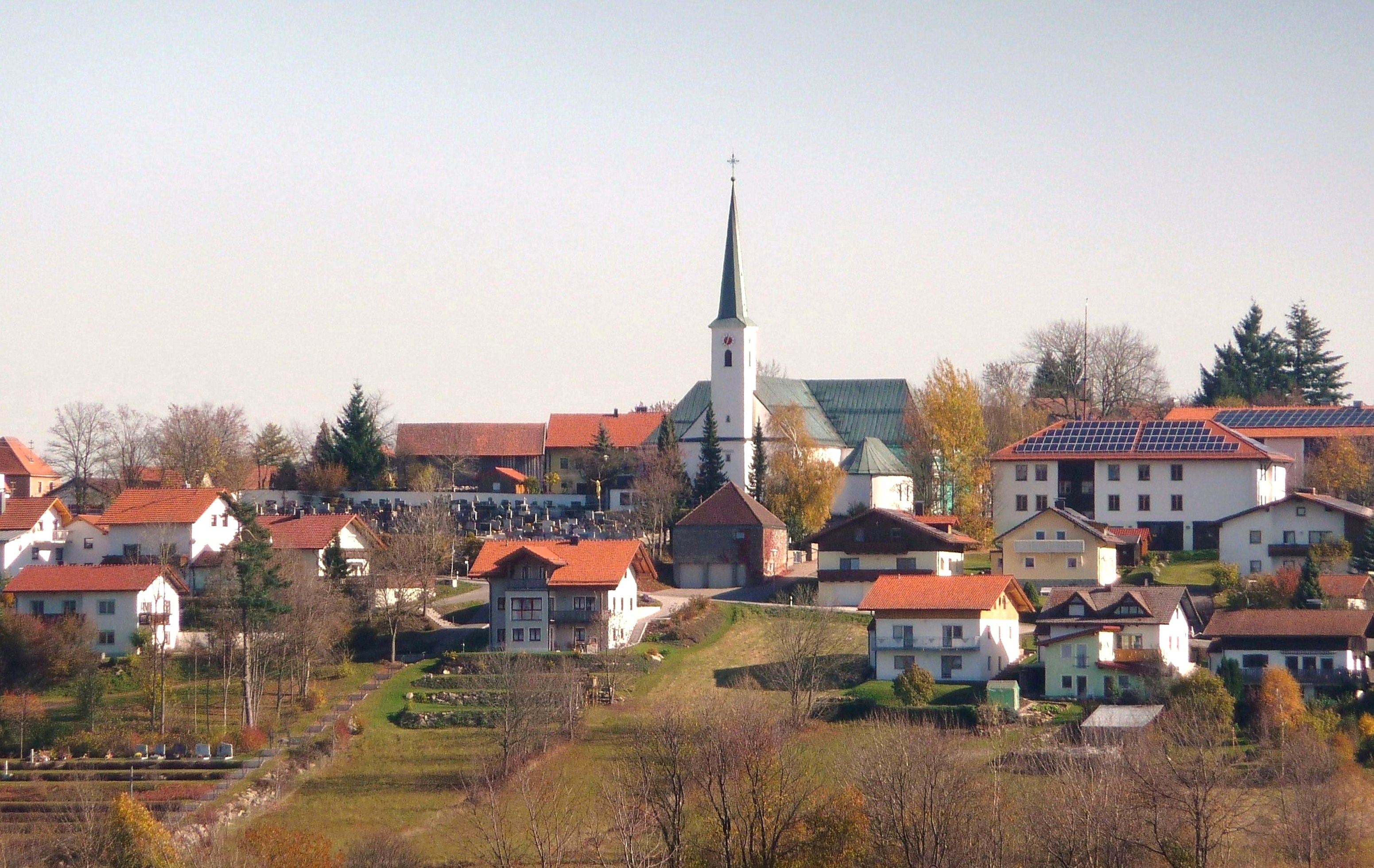
Blick auf Hohenau

Auf dieser Seite sind die Baudenkmäler in der niederbayerischen Gemeinde Hohenau zusammengestellt. Diese Tabelle ist eine Teilliste der Liste der Baudenkmäler in Bayern. Grundlage ist die Bayerische Denkmalliste, die auf Basis des Bayerischen Denkmalschutzgesetzes vom 1. Oktober 1973 erstmals erstellt wurde und seither durch das Bayerische Landesamt für Denkmalpflege geführt wird. Die folgenden Angaben ersetzen nicht die rechtsverbindliche Auskunft der Denkmalschutzbehörde.

## Baudenkmäler nach Ortsteilen

### Hohenau
| Lage                    | Objekt                                     | Beschreibung | Akten-Nr.             | Bild           |
| ----------------------- | ------------------------------------------ | --- | --------------------- | -------------- |
| Dorfplatz (Standort)    | Kriegerdenkmal                             | Denkmal für die Gefallenen beider Weltkriege, quaderartige Form, mit Inschriften und bekrönendem Balkenkreuz, 1920er Jahre, später mit Gefallenennamen des Zweiten Weltkriegs ergänzt. | D-2-72-127-45         | weitere Bilder |
| Dorfplatz 23 (Standort) | Katholische Pfarrkirche St. Peter und Paul | Saalkirche mit Satteldach und eingezogenem Rechteckchor, Westturm mit Spitzhelm, Langhaus barock, 1964 erweitert und mit Querhaus versehen; mit Ausstattung; Grabkapelle, Steildachbau über rechteckigem Grundriss, neugotisch, bezeichnet 1900; Seelenkapelle, Steildachbau, halbrundgeschlossen, bezeichnet 1782; mit Ausstattung. | D-2-72-127-1 Wikidata | weitere Bilder |

### Bierhütte
| Lage                    | Objekt      | Beschreibung                                                                 | Akten-Nr.             | Bild    |
| ----------------------- | ----------- | ---------------------------------------------------------------------------- | --------------------- | ------- |
| Bierhütte 2 (Standort)  | Waldlerhaus | Blockbau mit Kniestock, Anfang 19. Jahrhundert                               | D-2-72-127-4 Wikidata | BW      |
| Bierhütte 40 (Standort) | Gasthof     | schlossähnlicher Massivbau mit Putzgliederung und Walmdach, 1810             | D-2-72-127-5 Wikidata | Gasthof |
| Bierhütte 47 (Standort) | Kapelle     | neugotisch, mit Dachreiter, letztes Viertel 19. Jahrhundert; mit Ausstattung | D-2-72-127-6 Wikidata | Kapelle |

### Buchberg
| Lage                                                                 | Objekt                               | Beschreibung                                                                         | Akten-Nr.              | Bild           |
| -------------------------------------------------------------------- | ------------------------------------ | ------------------------------------------------------------------------------------ | ---------------------- | -------------- |
| Buchberg 42 (Standort)                                               | Kleinbauernhaus                      | Blockbau, Giebelschrot mit Balustern, zweite Hälfte 18. Jahrhundert                  | D-2-72-127-9 Wikidata  | BW             |
| Buchberg 52 (Standort)                                               | Katholische Filialkirche St. Erasmus | Chor spätgotisch, Langhaus Mitte 17. Jahrhundert, über älterem Kern; mit Ausstattung | D-2-72-127-7 Wikidata  | BW             |
| Buchbergmühle 1 (Standort)                                           | Buchberger Mühle                     | Hauptgebäude, Obergeschoss-Blockbau mit Balusterschrot, Türsturz bezeichnet 1755     | D-2-72-127-10 Wikidata | BW             |
| Leitenholz (auf dem Talhang nördlich der Wolfsteiner Ohe) (Standort) | Burgruine Neuenbuchberg              | Mauerreste der um 1375 erbauten, seit dem 17. Jahrhundert verfallenden Burg          | D-2-72-127-8 Wikidata  | weitere Bilder |

### Bucheck
| Lage                    | Objekt                  | Beschreibung | Akten-Nr.              | Bild |
| ----------------------- | ----------------------- | --- | ---------------------- | ---- |
| Bucheck 11 (Standort)   | Waldlerhaus             | Zugehöriges Waldlerhaus, Blockbau mit ehemaligem Stangenschrot, wohl Anfang 18. Jahrhundert nachqualifiziert                                  | D-2-72-127-12 Wikidata | BW   |
| Bucheck 11 a (Standort) | historische Ausstattung | historische Ausstattung im Neubau von 1984 | D-2-72-127-13 Wikidata | BW   |
| Bucheck 22 (Standort)   | Stattliches Bauernhaus  | massiv, mit Flachsatteldach, Gurtgesims und Granit-Türgerüst, um 1850; zugehöriger Traidkasten, 18./19. Jahrhundert, Türsturz bezeichnet 1861 | D-2-72-127-11 Wikidata | BW   |

### Eppenberg
| Lage                   | Objekt      | Beschreibung                                                                    | Akten-Nr.              | Bild |
| ---------------------- | ----------- | ------------------------------------------------------------------------------- | ---------------------- | ---- |
| Eppenberg 4 (Standort) | Holzkapelle | 19./20. Jahrhundert; mit Ausstattung                                            | D-2-72-127-15 Wikidata | BW   |
| Eppenberg 9 (Standort) | Bauernhaus  | Wohnteil zweigeschossiger Blockbau, erstes Viertel 19. Jahrhundert, Dach später | D-2-72-127-14 Wikidata | BW   |

### Haag
| Lage                                                           | Objekt    | Beschreibung                                  | Akten-Nr.              | Bild |
| -------------------------------------------------------------- | --------- | --------------------------------------------- | ---------------------- | ---- |
| nördlich des Ortes an der alten Straße nach Hohenau (Standort) | Bildstock | Granitsäule mit Laterne, wohl 17. Jahrhundert | D-2-72-127-16 Wikidata | BW   |

### Haslach
| Lage                                         | Objekt      | Beschreibung                                                                                         | Akten-Nr.              | Bild |
| -------------------------------------------- | ----------- | --- | ---------------------- | ---- |
| Haslach 23 (Standort)                        | Bauernhaus  | Obergeschoss-Blockbau, teilweise verschindelt, zwei Schrote mit Brettbalustern, Ende 18. Jahrhundert | D-2-72-127-17 Wikidata | BW   |
| Nähe Haslach, am Weg nach Hohenau (Standort) | Feldkapelle | 18./19. Jahrhundert; mit Ausstattung                                                                 | D-2-72-127-18 Wikidata | BW   |

### Kirchl
| Lage                                               | Objekt                       | Beschreibung | Akten-Nr.              | Bild                    |
| -------------------------------------------------- | ---------------------------- | --- | ---------------------- | ----------------------- |
| Kirchl 2 (Standort)                                | Historische Ausstattung      | Historische Ausstattung der modernen Kapelle | D-2-72-127-25 Wikidata | Historische Ausstattung |
| Kirchl 13 (Standort)                               | Waldlerhaus                  | untermauerter Blockbau, 18./19. Jahrhundert, Dach später erhöht | D-2-72-127-24 Wikidata | BW                      |
| Kirchl 24 und am sogenannten Kirchelweg (Standort) | Wegkreuzreihe                | Unregelmäßige Abfolge von acht gusseisernen Kreuzen auf Steinsockeln, zum Teil bezeichnet 1878; zwischen Kirchl und Hohenau am sogenannten Kirchelweg, in Abständen von circa 100, 150, 200, 200, 100, 125 und 300 m in südwestlicher Richtung | D-2-72-127-28 Wikidata | BW                      |
| Kirchl 27 (Standort)                               | Ehemalige Volksschule        | erdgeschossiges Schulhaus mit versetzt angebautem, zweigeschossigem Lehrerwohnhaus, Satteldachbauten aus Granit, mit holzverschaltem Drempel und Giebel, 1939 nach Plänen von Ludwig Oberneder                                                 | D-2-72-127-41 Wikidata | BW                      |
| Kirchl 37 (Standort)                               | Wohnhaus eines Hakenhofes    | Obergeschoss-Blockbau, mit Steinfenstergewänden im Erdgeschoss und Giebelschrot, 18. Jahrhundert | D-2-72-127-22 Wikidata | BW                      |
| Kirchl 43 ()                                       | Wohnhaus mit Stadel          | wohl ehemaliges Ausnahmhaus, Wohnteil als zweigeschossiger Massivbau mit Flachsatteldach, im rückwärtigen Bereich Stadel, 2. Hälfte 19. Jahrhundert                                                                                            | D-2-72-127-44          |                         |
| Kirchl 66 (Standort)                               | Bauernhaus                   | verschindelter Obergeschoss-Blockbau, Türsturz bezeichnet 1864, im Kern wohl älter | D-2-72-127-20 Wikidata | BW                      |
| Kirchl 82 (Standort)                               | Wohnhaus eines Vierseithofes | verschindelter Obergeschoss-Blockbau mit Giebelschrot, zweite Hälfte 18. Jahrhundert | D-2-72-127-19 Wikidata | weitere Bilder          |
| Kirchl 83 (Standort)                               | Bildstock                    | Kleine Steinsäule, mit Laterne, 17./18. Jahrhundert | D-2-72-127-26 Wikidata | BW                      |
| Lochacker (Standort)                               | Bildstock                    | Sühnekreuz aus Granit, 16./17. Jahrhundert; am alten Weg nach Bierhütte | D-2-72-127-27 Wikidata | BW                      |

### Raimundsreut
| Lage                       | Objekt                        | Beschreibung | Akten-Nr.              | Bild |
| -------------------------- | ----------------------------- | ------------ | ---------------------- | ---- |
| Raimundsreut 26 (Standort) | Ausstattung des Vorgängerbaus |              | D-2-72-127-29 Wikidata | BW   |

### Saulorn
| Lage                  | Objekt                                       | Beschreibung                                 | Akten-Nr.              | Bild |
| --------------------- | -------------------------------------------- | -------------------------------------------- | ---------------------- | ---- |
| Saulorn 20 (Standort) | Historische Ausstattung der modernen Kapelle | Historische Ausstattung der modernen Kapelle | D-2-72-127-31 Wikidata | BW   |

### Schönbrunn am Lusen
| Lage                              | Objekt                                           | Beschreibung | Akten-Nr.              | Bild                                             |
| --------------------------------- | ------------------------------------------------ | --- | ---------------------- | ------------------------------------------------ |
| Schönbrunn am Lusen 1 ()          | Pfarrhaus                                        | zweigeschossiger und kubusartiger Walmdachbau, mit Eingangsvorbau nach Norden und Holzschindelverkleidung nach Westen, Bruchstein, um 1930 | D-2-72-127-48          |                                                  |
| Schönbrunn am Lusen 3 (Standort)  | Katholische Pfarrkirche St. Heinrich und Gunther | 1930; mit Ausstattung | D-2-72-127-32 Wikidata | Katholische Pfarrkirche St. Heinrich und Gunther |
| Schönbrunn am Lusen 23 (Standort) | Gasthaus                                         | Eingangsvorbau, Anfang 18. Jahrhundert | D-2-72-127-33 Wikidata | BW                                               |

### Schönbrunnerhäuser
| Lage                                            | Objekt                           | Beschreibung                                                             | Akten-Nr.              | Bild |
| ----------------------------------------------- | -------------------------------- | ------------------------------------------------------------------------ | ---------------------- | ---- |
| Schönbrunnerhäuser 674 (Standort)               | Zugehöriges Kleinbauernhaus      | verschalter, eineinhalbgadiger Blockbau, zweites Viertel 19. Jahrhundert | D-2-72-127-38 Wikidata | BW   |
| im Wald an der Straße nach Weidhütte (Standort) | Flurdenkmal                      | Sogenannte Klattenmarter, steinerne Bildsäule, bezeichnet 1873           | D-2-72-127-40 Wikidata | BW   |
| Raumreit (Standort)                             | Wallfahrtskapelle (Ameiskapelle) |                                                                          | D-2-72-127-39 Wikidata | BW   |

### Keinem Gemeindeteil zugeordnet
| Lage         | Objekt     | Beschreibung | Akten-Nr.     | Bild |
| ------------ | ---------- | --- | ------------- | ---- |
| Dobelfeld () | Grenzstein | an der ehemaligen Grenze des Fürstbistums Passau und des Kurfürstentums Bayern, mit Inschriften und Wappen, Granit, 1692 | D-2-72-140-19 |      |

## Ehemalige Baudenkmäler
In diesem Abschnitt sind Objekte aufgeführt, die früher einmal in der Denkmalliste eingetragen waren, jetzt aber nicht mehr. Objekte, die in anderem Zusammenhang also z. B. als Teil eines Baudenkmals weiter eingetragen sind, sollen hier nicht aufgeführt werden. Aktennummern in diesem Abschnitt sind ehemalige, jetzt nicht mehr gültige Aktennummern.

| Lage                                                  | Objekt      | Beschreibung | Akten-Nr.              | Bild |
| ----------------------------------------------------- | ----------- | --- | ---------------------- | ---- |
| Kirchl Kirchl 9 (Standort)                            | Waldlerhaus | zweigeschossig, Obergeschoss verputzter Blockbau, Seitenschrot, bezeichnet 1863; originelle Haustür; im Fletz eingemauerter Waschkessel mit Feuerung | D-2-72-127-21 Wikidata | BW   |
| Schönbrunn am Lusen Schönbrunn am Lusen 52 (Standort) | Bauernhaus  | Obergeschoss-Blockbau, Türsturz bezeichnet 1839 | D-2-72-127-34 Wikidata | BW   |
| Schönbrunn am Lusen Schönbrunn am Lusen 70 (Standort) | Bauernhaus  | teilweise verschindelter Blockbau, Anfang 19. Jahrhundert                                                                                            | D-2-72-127-35 Wikidata | BW   |
| Schönbrunnerhäuser Schönbrunnerhäuser 776 (Standort)  | Bauernhaus  | Oberteil-Blockbau, zweites Viertel 19. Jahrhundert                                                                                                   | D-2-72-127-37 Wikidata | BW   |
| Schönbrunnerhäuser Schönbrunnerhäuser 860 (Standort)  | Bauernhaus  | Blockbau mit Massivteil und Schrot, Anfang 19. Jahrhundert; Kruzifix barock, unter dem Vordach                                                       | D-2-72-127-36 Wikidata | BW   |